# Erreway: 4 caminos
Erreway: 4 caminos (srp. Erevej: 4 puta) je film iz 2004. godine, u kom glavne uloge tumače članovi grupe Erreway - Felipe Kolombo, Kamila Bordonaba, Luisana Lopilato i Benhamin Rohas. Oni tumače likove iz serije "Buntovnici". Film prati turneju grupe po Argentini. Film je dobio svoje DVD izdanje 2005. godine. U filmu je korišćena muzika grupe Erreway sa albuma Memoria (2004).

## Glavne uloge
Felipe Kolombo − Manuel
Kamila Bordonaba − Marica
Luisana Lopilato − Mia
Benhamin Rohas − Pablo

## Priča

### Početak
Mia, Manuel, Pablo i Marica su završili Elite Way School. Ambiciozni menadžer Benito, poznat po tome što je otkrio mnoge mlade talente, nudi grupi Erreway turneju, i oni oduševljeno pristaju.